# Undoing Gender
Undoing Gender és un llibre publicat l'any 2004 per la filòsofa Judith Butler. Vol contribuir a les «new gender politics», per les quals és influenciat. Reflexiona sobre l'existència dels individus transgènere, transsexuals i intersexuals, així com la relació d'aquesta amb la teoria feminista i la teoria queer així com sobre el gènere i la sexualitat. Dona atenció a debats contemporanis sobre noves formes de parentiu, psicoanàlisi, categories diagnòstiques, violència social i transformació social. Es preocupa d'aquest conjunt de temes que intenta situar en un context més ample de la supervivència i persistència humanes i les condicions de la personalitat, del reconeixement humà i de la viabilitat de la vida individual.
Amb relació a la resta de la seva producció filosòfica, Undoing Gender reprèn la pregunta per l'humà, per com es defineix allò que té valor de l'humà en les nostres societats actuals, i qüestiona l'exclusió i la violència latents en les respostes habituals a aquesta pregunta. Així mateix, s'orienta a canviar el marc d'intel·lecció
 majoritari de la categoria de subjecte des d'una preocupació ètica i política. Pren la reflexió sobre el gènere i la sexualitat com un marc privilegiat per a pensar la connexió entre autonomia i subjecció i el vincle entre llibertat i no llibertat.

## Resum
El llibre consisteix en un recull d'assaigs, precedit d'una introducció. Si bé cadascun dels assaigs és independent de la resta i tracta temes diferents, tots estan relacionats per l'atenció a una mateixa qüestió, «què pot voler dir desfer concepcions normativo-restrictives sobre la vida sexual i generificada», i quin paper hi juga l'«esdevenir desfet», el fet d'estar, abans de qualsevol elecció, perdut en i per a l'altre, en el sentit que és aquesta pèrdua la que constitueix el nostre sentit de subjectivitat.

### Introduction: Acting in Concert
Aquesta introducció reafirma el caràcter performatiu del gènere, defensat en textos anteriors, com ara Gender Trouble, indicant que, encara que el gènere tingui a veure amb pràctiques d'improvisació dintre d'un mapa de constriccions socials i culturals, hom no fa el seu gènere sol amb si mateix.
| « | Hom sempre ‘fa’ el gènere amb o per a un altre, fins i tot si l'altre és sols imaginari. […] Els termes que configuren el gènere d'algú són, d'antuvi, fora d'un mateix, més enllà d'un mateix en una socialitat que no té cap autor individual (i que qüestiona de manera radical la mateixa noció d'autoria). | » |

En relació amb això, exposa que les normes socials, i entre elles les normes de gènere, alhora que ens limiten, constitueixen les condicions de possibilitat de la nostra viabilitat com a subjectes.
 D'aquesta manera, així com la nostra agència
 depèn de la normativitat social que ens constitueix, la nostra acció pot consistir en una reacció crítica que qüestiona les normes per tal de transformar-les, obrint-les així l'existència i supervivència d'altres modes de vida.

En aquest sentit, pren per a l'autora un paper central la noció d'«humanitat», així com el seu reconeixement, condicionat per aquesta normativitat social:
| « | Els termes pels quals som reconeguts com a humans estan socialment articulats i són socialment modificables. I de vegades els mateixos termes que confereixen ‘humanitat’ a alguns individus són els mateixos que priven altres de la possibilitat d'adquirir aquest estatus, produint un diferencia entre l'humà i el menys-que-humà.El caràcter de les normes és, doncs, doble: positiu, per una banda, ja que atorguen reconeixement i agència a certs individus; negatiu, per l'altra, ja que alhora que limiten reconeixement i agència, determinen l'abjecció i la il·legitimitat de la forma de vida d'aquells individus que no s'acullen als seus criteris. | » |

Butler, considerant casos com el dels individus intersexuals i les intervencions quirúrgiques de normalització dels seus cossos, el de la diagnosi de disfòria de gènere com una eina patologitzadora que alhora permet l'accés d'individus trans als recursos necessaris per a la seva transició legal, o el del moviment per la legalització del matrimoni igualitari, apunta, doncs, a un repensament crític de l'humà que tingui en compte el paper de la tecnologia, l'anatomia, el gènere, la sexualitat, les formes de parentiu o la raça, entre d'altres, en la seva definició.
El cas de la diagnosi de disfòria de gènere és tractat amb més profunditat al llibre Undiagnosing Gender, on el debat sobre la transsexualitat apareix com a lent d'augment sobre la qüestió de l'autonomia, dependent de, alhora que limitada per, un context social.

### Beside Oneself: On the Limits of Sexual Autonomy
Veié la llum originalment a la primavera del 2002, a Oxford, com a part de les Amnesty Lectures dedicades als drets sexuals, i gira entorn de la pregunta pel que constitueix la vida i l'humà. Hi exposa que el dol revela el caràcter social de la individualitat, i reafirma que la nostra intel·ligibilitat com a individus se situa fora de nosaltres mateixos. A partir de la idea que som “desfets” els uns pels altres, nega que la sexualitat o el gènere siguin alguna cosa que hom tingui com si fos una possessió, sinó que han de ser entesos com a “modes de ser desposseïts, maneres de ser per a un altre o, de fet, en virtut d'un altre.” És a dir, defensa una concepció relacional de la individualitat contra una concepció autònoma, intentant reescriure l'autonomia en termes de relacionalitat.

Reflexiona sobre el tipus de comunitat política alternativa que es podria construir atenent a aquesta interdependència constitutiva, cridant l'atenció sobre la centralitat del cos, vulnerable i fràgil en la seva dimensió pública, alhora que el lloc de l'agència. Explora també les conseqüències que les diferents concepcions de l'humà tenen per a qualificar una vida com a vivible o com a digna de dol i per a determinar quines vides són reals o viables.
Fa servir la noció de conatus de Spinoza i de la reflexió hegeliana sobre el reconeixement, diu que «persistir en el propi ésser només és possible sota la condició que estem implicats en rebre i oferir reconeixement. Si no som recognoscibles, si no hi ha cap norma de reconeixement per la qual siguem recognoscibles, llavors no és possible continuar en el propi ésser, i no som éssers possibles; hem estat exclosos de la possibilitat.»
Conclou, doncs, que la lluita pels drets sexuals va més enllà de merament exigir uns drets que afegir a uns individus, ja que constitueix una lluita perquè aquests mateixos individus siguin reconeguts com a persones, efectuant, en el procés, una transformació del significat mateix del fet de ser persona. En conseqüència, la defensa dels drets «esdevé una manera d'intervenir en el procés social i polític pel qual l'humà és articulat», articulació que hauria de ser deixada oberta a futures reelaboracions en nom d'un món més acollidor i menys violent.

### Gender Regulations
Butler diferencia el concepte de “norma” d'altres conceptes com ara “regla” o “llei”. Una norma “opera en la pràctica social com l'estàndard implícit de normalització.” El gènere és definit, doncs, com una norma,“l'aparell per mitjà del qual s'esdevé la producció i normalització del masculí i del femení, juntament amb les formes intersticials de l'hormonal, el cromosòmic, el psíquic i el performatiu que el gènere assumeix.”
Defensa, però, que el gènere no és reduïble únicament a l'oposició entre el masculí i el femení, puix que la producció d'aquest binari coherent és contingent, i que aquelles permutacions del gènere que no cauen dins del binari són tant part del gènere com la seva instància més normativa, obrint així les portes a una reconfiguració de la norma que desconstrueixi i desnaturalitzi els mateixos termes del masculí i del femení.
Realitza, a més, una crítica a la noció, fundada en els treballs psicoanalítics i antropològics de Lévi-Strauss i Lacan, segons la qual el gènere seria regit per regulacions simbòliques universals i transculturals. En comptes d'això, el gènere seria regit per normes socials, històriques, contingents i obertes al desplaçament des del seu mateix interior.

### Doing Justices to Someone: Sex Reassignment and Allegories of Transsexuality
En aquest assaig l'autora indaga en les polítiques de veritat (terme d'inspiració en Michel Foucault), les lleis que governen la intel·ligibilitat del món, delimitant i legitimant d'antuvi què considerem com a real, amb l'objectiu de fer palès com aquests règims de veritat delineen què compta i què no compta com a humà.
 Suggereix que la pregunta per la possibilitat de ser («Atès l'ordre contemporani de l'ésser, què puc ser jo?») és una pregunta relacionada amb una qüestió de justícia.
Exposa el cas històric de David Reimer, on es farien palesos els processos normalitzadors dels cossos i el marc disciplinari mèdic, biològic i psicològic que regula quins tipus de cossos, sexualitat, identitat i expressió de gènere són acceptats com a normals, naturals i intel·ligibles. Aquest cas mostraria també com un gènere coherent seria un dels requisits normatius del reconeixement de la humanitat.

### Is Kinship Always Already Heterosexual?
Revisa la idea generalitzada que sosté que el parentiu només admet una forma de relació familiar recognoscible, la família nuclear heterosexual consagrada en la institució del matrimoni, la qual seria el pilar de la continuïtat de les lleis naturals i culturals que permeten la intel·ligibilitat de l'humà. Vol expandir la noció de parentiu de manera que inclogui configuracions, de fet, ja existents sobre bases diferents, biològiques o no biològiques, i desplaçar el matrimoni com a fundador privilegiat del parentiu.

Continuarà aquest argument en Quandaries of the Incest Taboo, on desenvolupa que el parentiu no és una qüestió simbòlica inamovible, sinó que és social i transformable. Subratlla, així mateix, la necessitat que la psicoanàlisi torni a pensar el tabú de l'incest, el complex d'Èdip i altres supòsits de la seva teoria per tal de revisar nocions normativament restrictives del parentiu i la sexualitat. 
| « | Si entenem el parentiu com un conjunt de pràctiques que institueix relacions de diferents tipus que s'ocupen de la reproducció de la vida i de les exigències de la mort, llavors les pràctiques de parentiu seran aquelles que emergeixin per a atendre a formes fonamentals de suport i dependència humanes, que poden incloure el naixement, la criança d'infants, relacions de dependència i suport emocionals, lligams generacionals, malaltia, agonia, i mort (per enumerar-ne algunes). | » |

### Longing for Recognition
Dialoga amb els treballs de la psicoanalista Jessica Benjamin per a reflexionar sobre el reconeixement. No seria la simple autopresentació d'un subjecte davant d'un altre el que permetria el reconeixement, sinó que és més aviat «un procés que és posat en marxa quan el subjecte i l'Altre s'entenen a si mateixos com a reflectits l'un en l'altre, però sense que el reflex resulti en el col·lapse de l'un en l'Altre (per mitjà d'una identificació incorporativa, per exemple) o en una projecció que anorreï l'alteritat de l'Altre.» El reconeixement no és ni un acte que hom merament executi, ni es redueix a un mutu intercanvi de mirades: la comunicació mateixa és, alhora, el vehicle i l'exemple d'aquest reconeixement, que es veuria trencat per l'agressió o l'exercici de la violència.
Nogensmenys, l'autora critica aspectes del plantejament psicoanalític de Benjamin com el paper simbòlic del fal·lus o la seva assumpció de la primacia del dimorfisme de gènere, aspectes els quals limitarien la radicalitat de la seva construcció d'una psicoanàlisi no heterosexista.
Finalment, defensa una concepció “ek-stàtica” o relacional del subjecte. Fa una lectura de la dialèctica de l'amo i l'esclau de la Fenomenologia de l'esperit de Hegel, per argumentar que, sigui el que sigui la consciència o el subjecte, aquest sols es troba a si mateix a través del reflex de si mateix en un altre. Per a ser un mateix, l'individu ha de passar per la pèrdua de si mateix, després de la qual no pot tornar a allò que era abans. L'Altre, doncs, alhora permet i desfà l'autoconeixement.

### Bodily Confessions
En aquest assaig, Butler analitza la relació entre cos i llenguatge. Hi dona atenció a l'acte de la confessió, fonamentalment mitjançant elements de Foucault i la teoria psicoanalítica. La idea principal del text és que el jo no és alguna cosa que hagi de ser descoberta o desxifrada de la foscor del nostre interior, sinó que el jo es constitueix a si mateix per mitjà de la parla, davant la presència i parla d'un altre. Per mitjà de l'exemple de la confessió cristiana i de la teràpia psicoanalítica, il·lustra que la confessió mateixa és una tal activitat lingüística en què el jo que s'enuncia es constitueix performativament.

S'apunta també el caràcter “excessiu” de la parla, posant l'èmfasi en el caràcter corporal de l'acte de parlar. Per una banda, en l'acció de parla el jo es reelabora en maneres impossibles de preveure, i allò que enuncia sempre s'estén "més enllà" del seu control, encara que no estigui "fora" del seu control. Per l'altre, l'acte de parla és un fer del cos,
 en un sentit orgànic, però també en el sentit que el que es diu no només passa pel cos, sinó que presenta el cos d'una certa manera.

| « | En els escenaris de parla, ambdós interlocutors troben que el que diuen està fins a cert punt més enllà del seu control però no, per aquesta raó, fora del seu control. Si dir és una manera de fer, i part del que es fa és el jo, llavors la conversa és un mode de fer alguna cosa junts i de convertir-se en alguna altra cosa; quelcom serà aconseguit en el curs d'aquest intercanvi, però ningú no sabrà què o qui es fa fins que s'hagi fet. | » |

### The End of Sexual Difference?
Butler analitza la dificultat intrínseca dels termes emprats per la teoria feminista i la teoria queer, especialment les nocions de diferència sexual, sexe i gènere i el seu paper en l'articulació de les categories de dona i d'home. Argumenta, però, que la manca d'univocitat dels termes i el constant dissens sobre la seva fixació alimenten el dinamisme del moviment feminista, i que cal, en conseqüència, mantenir viva la crítica interna i no intentar eliminar la complexa plurivocitat que manté les categories obertes a constant ressignificació. D'aquesta manera, la transformació social i política mantindria una constant renegociació i eixamplament de la definició de l'humà.
En relació al debat sobre la diferència sexual, l'autora dialoga amb Rosi Braidotti, destacada defensora del model de la diferència sexual enfront del model constructivista del gènere. En paraules de Butler, el debat sobre la diferència sexual es veu travessat per la dificultat permanent de determinar “on acaba i on comença allò biològic, allò psíquic, allò discursiu i allò social (...) La diferència sexual no és completament donada ni completament construïda, sinó totes dues coses en part.” En conseqüència, l'intent de situar la diferència sexual com a necessàriament binària, precultural, ahistòrica i universal, no només resulta dogmàtic, sinó que té repercussions normatives restrictives de gran abast sobre la capacitat de transformació dels subjectes i sobre quin tipus de cossos i vides són possibles.

### The Question of Social Transformation
En aquest escrit la filòsofa continua la tasca de plantejar de quina manera es pot reconfigurar la relació entre allò simbòlic i allò social per tal de possibilitar que des d'allò social es dugui a terme una alteració d'allò simbòlic. Ho fa prosseguint la disputa amb el marc de la diferència sexual, ja que, diu, els seus pressupòsits teòrics dificultarien enormement l'acció transformadora en insistir en un domini simbòlic anterior a l'àmbit social i del qual allò social depèn.
Es pregunta, tanmateix, si “la diferència sexual realment es manté altra respecte a la seva forma institucionalitzada, essent la dominant l'heterosexualitat mateixa” i problematitza la distinció nítida entre allò simbòlic i allò social.
Concedeix que es pot acceptar dir del feminisme que aquest s'ocupa de la transformació social de les relacions de gènere, encara que la relació entre feminisme i transformació social sigui complicada. Argumenta que la teoria és en si mateixa transformadora, encara que ella sola no sigui prou per a la transformació social i política. Cal, a més, l'acció social i política, malgrat que aquesta pressuposa sempre la teoria.
Parla novament de la performativitat del gènere, reconsiderant el seu tractament a Gender Trouble: en tant que performatives, tant les normes dominants de gènere com les no dominants es revelen com igualment construïdes, socialment establertes i socialment modificables. El seu desplaçament i reconfiguració seria possible per la seva citabilitat en contextos diferents del normal (el cas de la feminitat de les drag queens i la masculinitat dels drag kings), qüestionant d'aquesta manera la realitat i el caràcter natural de les formes de vida que prescriu la norma i obrint la norma a noves formes de vida possibles (el cas de les vides trans, gai, lesbianes o intersexuals).
Crida a considerar formes de comunitat política que permetin incloure dins l'humà aquells humans que no havien estat considerats part d'allò recognoscible com a humà, i a vincular aquesta consideració a una teoria i una pràctica radicalment democràtiques que busquin estendre el màxim possible les normes que sostenen una vida viable.

### Can the "Other" of Philosophy Speak?
L'últim assaig considera l'ús del terme filosofia, que s'hauria escindit en dos: de la filosofia institucionalitzada en la tradició i els departaments universitaris de filosofia s'hauria separat el seu «altre» -, altres tipus d'estudis i investigacions que se’n diu filosofia però que no ho serien estrictament sota els criteris acadèmics. «En termes de Hegel, s'ha trobat a si mateixa fora de si mateixa, s'ha perdut en l'Altre».  
En part per mitjà de la narració del seu propi trajecte vital que la va dur a la filosofia, Butler argumenta que, nogensmenys, la filosofia ha estat força enriquida per aquest «Altre» (humanitats, estudis culturals i polítics, estudis literaris, sociologia, etc.), i que la seva definició hauria de tenir en compte aquesta fructífera pluralitat interdisciplinària.